# Монталамбер, Андре де
Андре де Монталамбер (фр. André de Montalembert; 1483 — 12 июня 1553, Теруан) — французский военачальник, в своё время более известный под именем д’Эссе, участник Итальянских войн.

## Биография
Второй сын Шарля II де Монталамбера и Шарлотты Же. После смерти бездетного старшего брата Жака стал сеньором де Монталамбер, д’Эссе, д’Эпанвильер и де Ла Ривьер.
Отец Андре, небогатый сеньор, имевший большую семью, устроил мальчика пажом к сенешалю Пуату Андре де Вивонну, с которым юный Монталамбер в 1495 году принял участие в Итальянском походе Карла VIII. На обратном пути проявил храбрость 6 июля в битве при Форново. Вскоре сенешаль представил его при дворе графа Ангулемского, будущего короля Франциска I. Андре стал придворным графа, с которым участвовал во всех военно-спортивных мероприятиях — турнирах и конных играх с кольцом (фр. courses de bagues).
Репутация Монталамбера была так высока, что в 1520 году на знаменитом турнире в Лагере Золотой парчи он вместе с королём и господами де Сансаком и де Шатеньере участвовал в состязании на копьях и играх с кольцом «против всех пришедших».
В 1535 во главе отряда из тысячи шеволежеров участвовал в пьемонтском походе адмирала Бриона. Когда император создал угрозу Турину, Монталамбер был направлен оборонять город, который удерживал до подписания мира в 1537 году. В 1536 штурмом взял крепость Чирию.
В 1543 вместе с Лаландом руководил героической обороной Ландреси, осажденного 50-тысячной армией Карла V. Был ранен в одной из вылазок, а после снятия осады награждён должностью дворянина Палаты короля.
В сентябре 1545 года был назначен комендантом крепости Утро, построенной возле удерживавшейся англичанами Булони. Более двух лет успешно оборонял крепость, несмотря на урон, нанесённый чумой гарнизону.

## Шотландская экспедиция
28 апреля 1548 года был назначен лейтенант-генералом и командующим экспедиционной армией, направленной в Шотландию на помощь Марии де Гиз. Отплыв 22 мая из Бреста, он 18 июня высадился в Данбаре. Его первой задачей было доставить во Францию 6-летнюю королеву Марию Стюарт, предназначенную в жены дофину Франциску.
Монталамбер приступил к осаде Хаддингтона в Восточном Лотиане, но английский командующий герцог Сомерсет, узнавший от шпиона о намерениях французов, успел ввести в город подкрепление в 200 человек. Шотландские отряды покинули французов, и Сомерсет полагал, что наступил удобный момент для атаки вражеского лагеря, но Монталамбер запросил подкреплений у Марии де Гиз, сам перешёл в наступление, разгромил англичан, взяв 2000 пленных, в том числе кавалерийского генерала.
Англичане направили в Шотландию 20-тысячную армию и принудили Монталамбера, имевшего всего 5 тысяч человек, снять осаду. Через несколько дней гарнизон Хаддингтона произвёл вылазку, но французы отразили её с большими потерями, убив 500 человек и сбросив остальных в ров.
Монталамбер занялся укреплением свой базы в городке Лит, когда к нему прибыло подкрепление из четырёх рот французской пехоты. После этого французский командующий провел серию удачных операций, взяв несколько английских крепостей, пока не был сменён на своем посту прибывшим из Франции Полем де Термом.

## Возвращение во Францию
По возвращении во Францию в 1549 году король Генрих II пожаловал Монталамбера в рыцари ордена Святого Михаила и назначил комендантом Амблетёза, который сперва надо было отобрать у англичан. Английские дамы просили командующего о защите, и он дал им гарантии безопасности. После заключения в 1550 году Булонского мира вернулся в свои владения залечивать раны.
В 1552 году Монталамбер присоединился к французской армии, вторгшейся в Лотарингию и подчинившей Мец, Туль и Верден. В том же году германские князья примирились с императором и вышли из союза с Францией.

## Оборона Теруана
В 1553 король поручил своему «дорогому и любимому кузену» оборону Теруана, к которому приближалась 60-тысячная армия императора. «Храбрый д’Эссе», сопровождаемый Франсуа де Монморанси, сыном коннетабля, и другими знатными сеньорами, ввёл туда 50 тяжеловооружённых, две сотни лёгкой кавалерии и две роты пехотинцев. Крепость была сильной, но боеприпасов не хватало. Сосредоточенный огонь имперской артиллерии, выпустившей 50 тысяч ядер, обрушил крепостную стену на участке в шестьдесят шагов. Монталамбер выдержал три штурма бреши в течение десяти часов, и погиб там с копьем в руке в бою с испанским офицером, отражая очередную атаку. После него командование принял Монморанси, вынужденный капитулировать 20 июня.
Современники полагали, что только преждевременная гибель помешала этому выдающемуся военачальнику получить маршальский жезл.

## Семья
Жена (7.10.1540): Катрин д’Ийе де Радре, дочь Жана д’Ийе, сеньора де Радре, и Мадлен де Жуайёз, фрейлины королевы Наваррской.
Сын:
- Габриель I де Монталамбер (ум. 5.10.1568), сеньор де Монталамбер, д’Эссе, д’Эпанвильер и де Ла Ривьер. Жена (1568): Франсуаза дез Эссар де Сотур. В этом браке родился посмертный сын Габриель II де Монталамбер, погибший в 1587 в битве при Кутра, и не оставивший потомства. Владения ветви сеньоров д’Эссе перешли в дом де Трион